# Ибрахим ибн аль-Валид
Абу Исхак Ибрахим ибн аль-Валид (араб. ابراهيم ابن الوليد بن عبد الملك‎; убит 25 января 750) — халиф из династии Омейядов, сын халифа аль-Валида I.

## Правление

### Вопрос передачи власти
Ибрахим ибн аль-Валид, как и его брат Йазид б. ал-Валид, был сыном невольницы, что было заметно по его светлым волосам и румяному лицу. Отличаясь храбростью, он удостоился даже лестного прозвища «Ибрахим-два-клинка» — но, несмотря на это, его кандидатура вызывала неодобрение многих Умаййадов, возможно, из-за происхождения.
Начавшаяся междоусобица стёрла из исторической памяти все сведения о том, была ли принесена присяга Ибрахиму как халифу при жизни Йазида III или после его смерти, а также был ли указ о наследовании оформлен Йазидом III в письменном виде. Неизвестно так же, когда скончался Йазид III и власть перешла Ибрахиму; называются 5 различных дат: последний день зу-л-ка’да, первый день зу-л-хиджжи, 10 зу-л-хиджжи, за 10 ночей этого месяца и в его последний день. Подобный разнобой в датировках не позволяет достоверно оценивать хронологию последовавших событий, разыгравшихся в различных областях.
Провинции Египет и Ирак, а затем и области к востоку от последнего, принесли присягу новому халифу. Наступал мухаррам, месяц выдачи годичного жалования, и Абдаллах б. Умар выдал его с надбавкой в 100 дирхемов, подкрепляя законность прихода нового правителя к власти.
Противники Йазида III отказались признавать новым халифом его брата: бунт подняли жители Химса, не признал его и наместник Арминийи Марван б. Мухаммад. На усмирение химсцев Ибрахим отправил армию Абдал’азиза б. ал-Хаджжаджа, однако потерпевшие поражение в аналогичной ситуации химсцы не решились дать бой в открытой местности, вынуждая Абдал’азиза начинать долгую осаду.
В то время, как войска халифа были заняты осадой хорошо укреплённой цитадели, находящийся в Харране Марван собрал войско из 24 тыс. кайситов и 7 тыс. раби’итов, выплатил им жалование и привёл к присяге сыновьям ал-Валида II.После этого часть войска Марвана (под командованием его сына) осталась охранять Ракку, а основные силы выступили на Сирию. Ибрахим отправил против мятежников войско во главе с двумя своими племянниками (сыновьями Йазида III), однако оно было разбито под Халебом. После этого к мятежникам Марвана примкнуло ещё 4-5 тыс. кайситов и общая численность войска достигла 36 тысяч бойцов. Угроза такого масштаба заставила Абдал’азиза б. ал-Хаджжаджа снять осаду с Химса, после чего население города так же присягнуло сыновьям ал-Валида II и присоединилось к маршу на Дамаск.

### Битва приНахр ал-Джарр
Ибрахим собрал все доступные силы и направил против Марвана столь же многочисленное войско под командованием Сулеймана б. Хишама(56). Поскольку Марван вёл войско из Химса на Дамаск не прямой дорогой через Думайр, а через Баальбек, оба войска встретились 1 ноября в 40 км южнее Баалбека, у Айн Джарра, встав на противоположных берегах реки Нахр ал-Джарр. В сражении, продлившемся весь день, ни одна из сторон не получила преимущества; тогда Марван послал рабочих в сопровождении 3 тыс. конников в обход к горам. Рабочие повалили лес, навели мост через Нахр ал-Джарр — после чего сопровождавший лесорубов отряд напал на лагерь Сулеймана, ещё продолжавшего бой. Войско Сулаймана обратилось в паническое бегство; химсцы, желая отомстить за недавнее поражение, бросились в преследование, избивая бегущих; в плен попали немногие. Сулейман б. Хишам, Абдул-Азиз б. ал-Хаджжадж, Йазид б. Халид б. Абдаллах ал-Касри и другие командиры спешно покинули поле боя и направились в Дамаск, извещая халифа о гибели его войска.

### Расправа над пленниками и сдача столицы
Получив известие о катастрофе на Нахр ал-Джарр, Ибрахим начал приготовление к бегству. Пока драгоценности грузили на повозки, которые спешно покидали город, Йазиду б. Халиду было поручено расправиться с сыновьями ал-Валида II, заточёнными в дворцовой темнице. Задача была выполнена быстро: он размозжил головы подростков палицей. Расправу над заточённым Абу Мухаммадом ас-Суфйани осуществить не удалось: он заперся в камере, а времени взламывать дверь не оставалось, поскольку конница Марвана уже вступала в город. Опасаясь за свою жизнь как палач наследников, Йазид б. Халид бежал из города. Абдул-Азиз б. ал-Хаджжадж бежать не успел — его настигли и убили. После произошедшего из темницы выбрался ас-Суфйани — выступив в мечети, куда доставили отрубленную голову Абдул-Азиза б. ал-Хаджжаджа, он призвал жителей города присягать Марвану как новому халифу. Ибрахим потерпел полное поражение.

### После поражения
После того, как войска Марван б. Мухаммад уже заняли столицу, а сам он был объявлен новым халифом, Ибрахим явился к нему с изъявлением покорности, отречением от сана и прошением о помиловании. Ради мирного транзита власти новый халиф простил Ибрахима, однако определил ему местом жительства Ракку — город, где полукровке Ибрахиму рассчитывать на поддержку не приходилось. Вскоре Ибрахим бежал из Ракки — а поскольку это являлось нарушением воли халифа, за беглецом была выслана погоня. На берегу канала Большой Заб 25 января 745 года Ибрахим был настигнут и убит.